# Сидоровская (Усть-Кубинский район)
Сидоровская — деревня в Усть-Кубинском районе Вологодской области.
Входит в состав Богородского сельского поселения, с точки зрения административно-территориального деления — в Богородский сельсовет.
Расстояние по автодороге до районного центра Устья — 52 км, до центра муниципального образования Богородского — 1,5 км. Ближайшие населённые пункты — Погорельцево, Богородское, Марковская, Залесье, Ермолинская, Вороново, Васюткино, Спиченская.
По переписи 2002 года население — 2 человека.